# T Scorpii
T Scorpii, eller Nova Scorpii 1860, var en uppflammande nova i stjärnbilden Skorpionen.
Stjärnan varierar mellan visuell magnitud +8,7 och 13,4 med en period av 343,03 dygn.